# Úszó tarisznyarákok
Az úszó tarisznyarákok (Portunidae) a felsőbbrendű rákok (Malacostraca) osztályának tízlábú rákok (Decapoda) rendjébe, ezen belül a rövidfarkú rákok (Brachyura) alrendágába tartozó család.

## Rendszerezés
A családba az alábbi 6 alcsalád tartozik:
- Caphyrinae Paul'son, 1875
- Carcininae MacLeay, 1838
- Carupinae Paul'son, 1875
- Podophthalminae Dana, 1851
- Portuninae Rafinesque, 1815
- Thalamitinae Paul'son, 1875